# Rameez Ahmad Padder
Rameez Ahmad Padder (* 15. März 1990) ist ein derzeit nicht aktiver indischer Biathlet.

## Karriere
Rameez Ahmad Padder nahm erstmals international an den Sommerbiathlon-Weltmeisterschaften 2012 in Ufa teil. Dort wurde er mit nur einem Treffer bei zehn Versuchen und einer schwachen Laufleistung im Sprint 17. und damit weit abgeschlagener Letzter des Starterfeldes. Im darauf basierenden Verfolgungsrennen wurde er schon nach dem ersten Schießen, bei dem er erneut alle Scheiben verfehlt hatte, überrundet und schied damit aus. Padder war mit der Teilnahme an dieser Weltmeisterschaft der erste Inder, der bei internationalen Biathlon-Rennen startete. Zusammen mit seinem Landsmann Tariq Hussain nahm Padder dann im März 2017 an beiden Sprintrennen des IBU-Cups im estnischen Otepää teil. Während sein Teamkollege auf den Rängen 100 und 97 ins Ziel kam, erreichte Padder die Plätze 102 und 98, beide Male erneut mit vielen Schießfehlern. Seitdem ist keiner der beiden Inder international in Erscheinung getreten.